# Pontinha (stație de metrou din Lisabona)
Pontinha este o stație de pe linia albastră a metroului din Lisabona. Stația este construită sub strada Estrada Militar à Pontinha, la intersecția cu strada Estrada da Correia, deservind terminalul de autobuze situat în zonă. „Pontinha” este localizată în cartierul Bairro Mário Madeira, fiind singura stație a liniei albastre situată în localitatea Odivelas. 

## Istoric
Stația a fost inaugurată pe 18 octombrie 1997, în același timp cu Carnide, ca parte a extinderii liniei albastre a metroului către zona Pontinha.
Proiectul original al stației aparține arhitectei Ana Nascimento, iar decorațiunile pictorului Jacinto Luís.
Precum toate stațiile mai noi ale metroului din Lisabona, „Pontinha” este echipată pentru a deservi și persoanele cu dizabilități locomotorii, dispunând de lifturi și scări rulante pentru ușurarea accesului la peroane.

### PMO III
Parcul de Mașini și Operațiuni PMO III al metroului din Lisabona, inaugurat în februarie 1999, este situat în apropiere de „Pontinha”. Ramificația de acces către el, având o lungime de 990 m, trece pe sub peronul de nord al acestei stații.

## Legături

### Autobuze orășenești

#### Carris
- 724 Alcântara - Calçada da Tapada ⇄ Pontinha
- 726 Sapadores ⇄ Pontinha Centro
- 729 Bairro Padre Cruz ⇄ Algés
- 747 Campo Grande (metrou) ⇄ Pontinha (metrou)
- 768 Cidade Universitária ⇄ Quinta dos Alcoutins[7]

### Autobuze preorășenești

#### Rodoviária de Lisboa
- 203 Pontinha (metrou) ⇄ Casal do Bispo
- 205 Pontinha (metrou) ⇄ Sr Roubado (metrou) via Serra da Luz
- 206 Pontinha (metrou) ⇄ Loures (Centrul Comercial)
- 210 Lisabona (Colégio Militar) ⇄ Caneças (Jardim)
- 222 Pontinha (metrou) ⇄ Pedernais (Bairro do Girasol)
- 223 Pontinha (metrou) ⇄ Casal Novo
- 224 Pontinha (metrou) ⇄ Caneças (Esc Secundária) via Serra da Helena
- 227 Pontinha (metrou) ⇄ Vale Grande
- 228 Pontinha (metrou) ⇄ Jardim da Amoreira
- 231 Pontinha (metrou) ⇄ Caneças (Qta São Carlos) via Centrul Comercial
- 236 Pontinha (metrou) ⇄ Casal Novo via Casal do Bispo
- 905 Pontinha (metrou) ⇄ Odivelas (metrou) via Serra da Luz
- 931 Lisabona (Campo Grande) ⇄ Pontinha (metrou) via Centro Comercial[8]

### Vimeca / Lisboa Transportes
- 128 Casal da Mira (Dolce Vita Tejo) ⇄ Lisabona (Colégio Militar)
- 143 Amadora (Gara de Nord) ⇄ Pontinha (metrou)
- 155 Amadora (Spital) - traseul circular[9]